# 巽寮湾

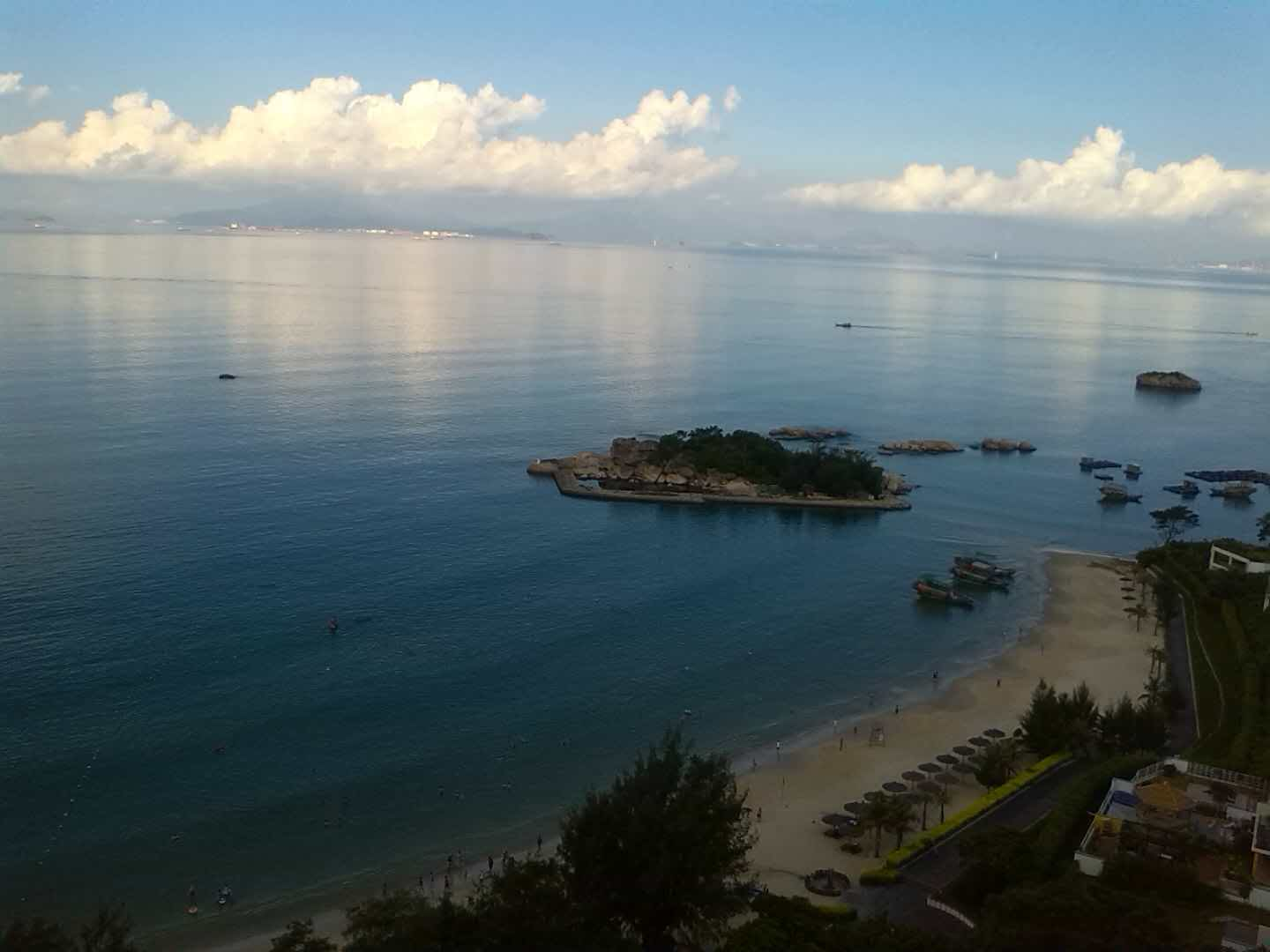
巽寮湾

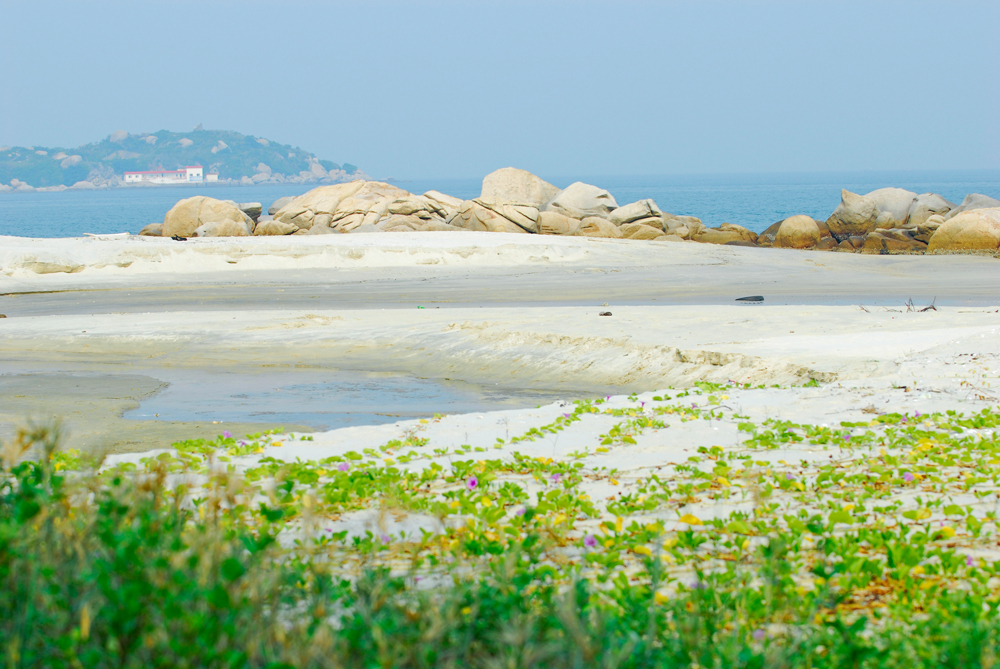
巽寮湾

巽寮湾位于中華人民共和國广东省珠江三角洲东部惠州市惠東縣的大亚湾，属亚热带湿润气候，它是一个旅游度假区，总面积105平方公里，平均气温21.7摄氏度。 历史上当地人以农业和渔业为生。自20世纪90年代以來旅游产业開始發展，总长20多公里的海岸线内，有八个海湾，以石奇美、水奇清、沙奇白著称，是粤东数百公里海岸线中海水最洁净的海湾之一，被誉为“绿色翡翠”和“天赐白金堤”。巽寮湾的山、海滩、海岛巨石遍布，海湾一带有摩崖石刻30多处，海面隐隐约约分布着大大小小数十个洲。 。  

## 历史
明末清初，巽寮湾的祖辈们从闽南地区的海面漂泊至巽寮港，发现此地风平浪静，勤劳善良的巽寮湾的先辈们在沙丘之上，徒手填平了沙丘。从此垒砌起来了防风防海水围提，在提内的沙丘上把船推上岸，搭起了草寮和木棚，便形成了当地人们的固定之所。中华人民共和国统治时期，工业化发展迅速，渔民们使用上了机械捕捞船，淘汰了原始捕捞船。民俗文化丰富：拥有渔歌传唱，疍家文化，妈祖文化，婚嫁民俗，端午节赛龙舟，炒米擂茶，手工大力糖丸等等。

## 相册
| - 巽寮湾石碑 - 巽寮湾夜景 - 巽寮湾沙滩 - 巽寮湾 - 巽寮湾 - 巽寮湾 - 巽寮湾 - 巽寮湾 - 巽寮湾 - 巽寮湾 - 巽寮湾 - 巽寮湾 - 巽寮湾 - 巽寮湾 - 巽寮湾 |